# Sarolta

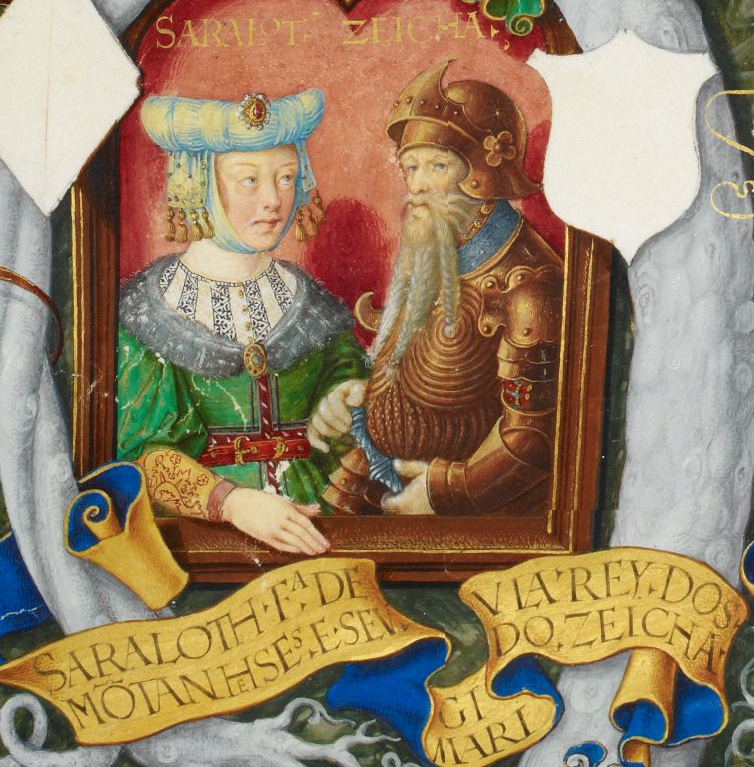
Geza de Hungría y Sarolta

Sarolta, princesa consorte de Hungría del siglo X, esposa del gran príncipe Géza de Hungría.

## Biografía
Nació en una familia noble húngara, hija del jefe tribal Gyula de Transilvania, nieto del caudillo Töhötöm. Se suele fijar su fecha de nacimiento alrededor de 950, y posteriormente se cristianizó con su familia por el rito cristiano ortodoxo de Bizancio. Sarolta desposó al Gran Príncipe húngaro Géza de Hungría hacia 970 y tuvo varios hijos, entre ellos, el único varón San Esteban, quien años más tarde fue rey de Hungría. Entre otros de sus descendientes se halla su hija Judit, quien sería tomada por esposa por el Príncipe polaco Boleslao I el Bravo y ambos tendrían un hijo, Bezprym.
Tras la muerte de su esposo, quedó un vacío en el trono y Cupan, un noble húngaro de fe pagana, trató de desposarla y de reclamar el trono. Esteban combatió hasta que los paganos y Cupan fueron vencidos, y a partir de ese momento reinó San Esteban I junto con su esposa Gisela de Baviera.
| Predecesor: Ibolya, esposa de Taksony | Duquesa consorte de Hungría 970-997 | Sucesor: Gisela de Baviera |